# Musée de l'eau de Kiev
 (novembre 2015).
Si vous disposez d'ouvrages ou d'articles de référence ou si vous connaissez des sites web de qualité traitant du thème abordé ici, merci de compléter l'article en donnant les références utiles à sa vérifiabilité et en les liant à la section « Notes et références ».
Le musée de l'eau de Kiev est un centre d'information qui propose des visites réalisées de manière ludique et pédagogique.
L'exposition est installée dans un réservoir souterrain qui a servi d'ancien système d'alimentation en eau de Kiev. Le musée propose aux visiteurs de découvrir l'eau comme une ressource rare et précieuse et d'apprendre l'alimentation en eau de Kiev.

## Historique
L'inauguration du centre d'information en eau a eu lieu le 24 mai 2003 pendant la Cinquième Conférence ministérielle de l'Environnement pour l'Europe. L'entrée du centre est dans un château d'eau qui a été construit en 1876.
L'exposition principale se trouve dans un réservoir souterrain qui a été construit en 1909. La fondation du centre a été soutenue par le Ministère de l'Environnement du Danemark.

## Description

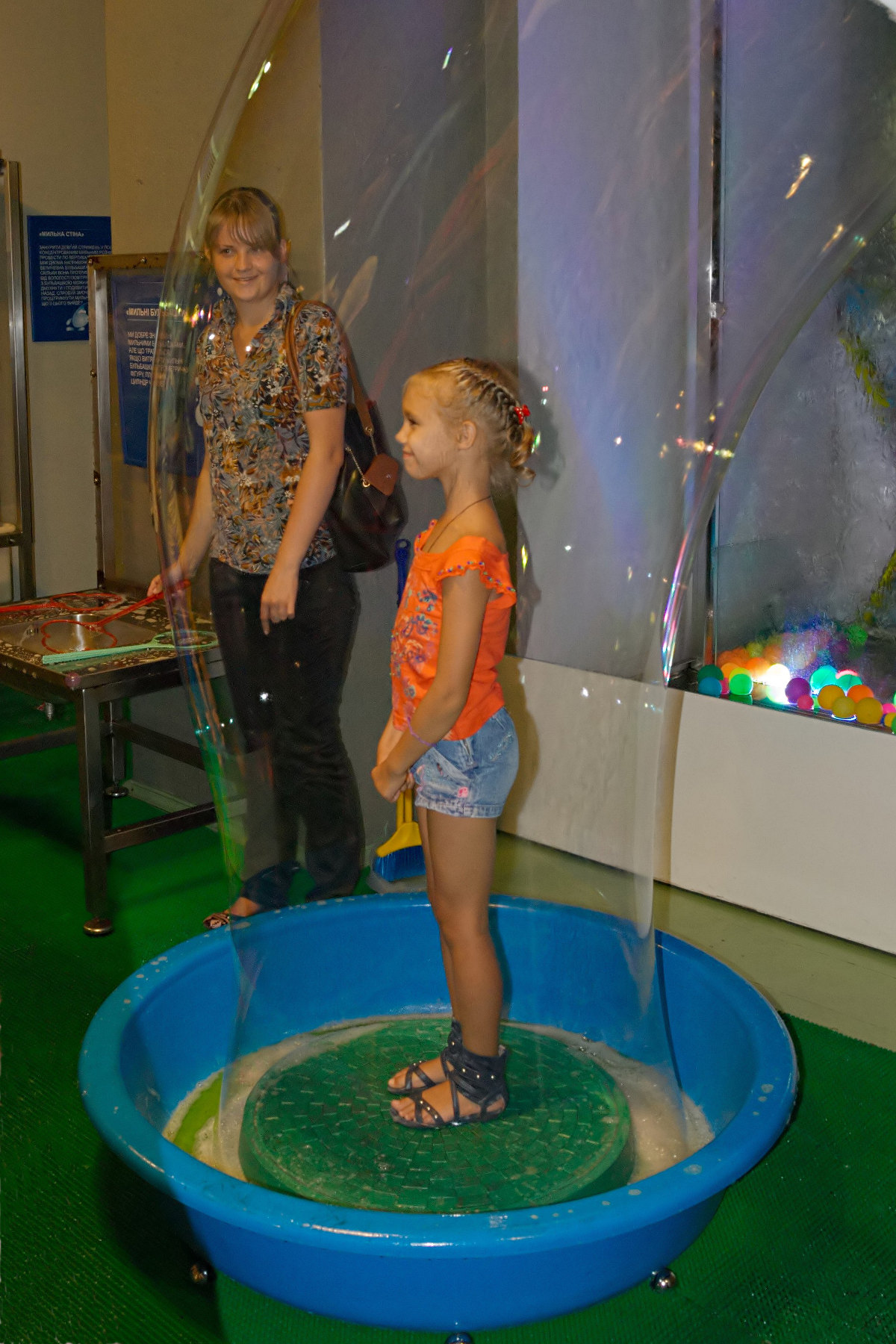
Un enfant dans une bulle de savon

Pendant la visite guidée, les visiteurs peuvent apprendre les ressources en eau de l'Ukraine (le Dniepr, l'eau artésienne), l'alimentation en eau de Kiev (le traitement de l'eau, le réseau d’égouts, l'épuration de l'eau usée), la consommation d'eau dans la vie quotidienne. La première partie de la visite est un tour de la ville avec l'eau.
De plus, dans l'exposition, il y a une cour de récréation où les visiteurs peuvent jouer avec l'eau.
Un grand aquarium avec des carpes koï représente l'importance de l'eau pour toutes les formes de la vie.